# Diolenius lugubris
Diolenius lugubris là một loài nhện trong họ Salticidae.
Loài này thuộc chi Diolenius. Diolenius lugubris được Tord Tamerlan Teodor Thorell miêu tả năm 1881.